# Centre Universitari de Svalbard
El Centre Universitari de Svalbard (en noruec: Universitetssenteret på Svalbard; en anglès: University Centre in Svalbard) és un centre estatal noruec d'ensenyament a escala universitària en temes de l'Àrtida. Hi són representades les universitats d'Oslo, Bergen,  Tromsø i la Universitat Noruega de Ciència i Tecnologia de Trondheim. Aquest centre universitari es coneix com a UNIS i forma part de la Universitat de l'Àrtida. Aquesta universitat és la institució d'educació d'alt nivell més al nord del món, ja que la seva seu de Longyearbyen es troba a la latitud 78° N. Els cursos que ofereix es troben en quatre disciplines científiques principals: biologia àrtica, geologia, geofísica i tecnologia.

## Organització

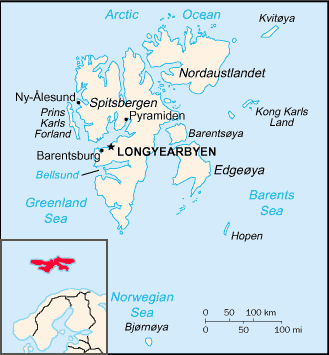
Localització de Longyearbyen

Aquesta universitat va ser fundada el 1993 a Longyearbyen, una població de 2.075 habitants a la costa oest de l'illa de Spitsbergen. La principal idea que hi havia al darrere de fundar la UNIS va ser que la localització geogràfica única de l'illa permetia l'estudi de les ciències àrtiques in situ. Aquesta universitat es va establir amb un esperit universal –l'idioma oficial és l'anglès, i aproximadament la meitat dels 350 estudiants provenen de fora de Noruega (l'any 2006, els estudiants estrangers provenien de 25 països). Les tutories són gratuïtes i les duen a terme 20 professors a temps complet, 21 professors ajudants i 120 lectors invitats. Amb Rússia hi ha un important programa d'intercanvi d'estudiants. Els fons econòmics per l'UNIS els proporciona el govern noruec, els consells de recerca i la indústria privada.

## Campus i esdeveniments
El seu campus principal és el Parc de Ciències de Svalbard, inaugurat oficialment pels reis de Noruega el 26 d'abril de 2006. El 2 de setembre de 2009 el Secretari general de l'ONU Ban Ki-Moon va visitar la UNIS. Juntament amb el ministre noruec del Medi Ambient Erik Solheim, Ban Ki-Moon dirigí un debat sobre l'impacte de la fusió del gel a l'Àrtida en el medi ambient.

## Serveis
Els estudiants han de pagar cada semestre 420 NOK (uns 55 EUR), més un extra de 120 NOK per dia de cursos a l'exterior. UNIS té una xarxa sense fils connectada a Internet. Tant estudiants com mestres tenen una clau per accedir als principals edificis les 24 hores del dia. UNIS té una biblioteca de llibres impresos en paper considerable. Una part significativa de la biblioteca és electrònica. La majoria de les publicacions de la universitat, com les UNIS Publication Series també es publiquen electrònicament. La UNIS compta amb laboratoris d'investigaciói amb un vaixell d'investigació de 15 m de longitud anomenat Viking explorer.
La majoria dels estudiants de la UNIS viuen en sis allotjaments de miners renovats a l'assentament de Nybyen, situat als afores del sud de Longyearbyen.

## Seguretat
No es permet que els visitants i els residents s'enterrin a Longyearbyen, on al seu cementiri ja no s'enterra a ningú des de la dècada del 1930. Les autoritats de les Svalbard intenten que ningú mori a l'arxipèlag i qualsevol persona greument malalta es transporta per vaixell o avió a una altra part de la Noruega continental. L'hospital més proper és a Tromsø a dues hores de vol. Aquesta decisió de no enterrar ningú a Svalvard es basa en el fet que el permagel i el fred eviten que els cossos dels morts es descomponguin i les anàlisis d'un cadàver enterrat mostraven que el virus de la grip (epidèmia que causà molts morts a l'illa el 1917) es conserva en aquestes condicions.
Els ossos polars abunden a aquesta regió i són una amenaça per la vida humana. Per això sovint els ciutadans locals porten fusells, i cadascun dels estudiants i dels membres del personal passen el primer dia de classe aprenent a fer servir un rifle per a defensar-se dels ossos tots sols.
Pel motiu que les activitats de la UNIS inclouen treballs de camp portats a terme en barques, motos de neu o a peu en un medi ambient dur, a tots els nous estudiants i membres del personal se'ls demana que presentin una declaració que confirmi que estan en bones condicions de salut.